# Championship Wrestling
Championship Wrestling is een videospel voor verschillende platforms. Het spel werd uitgebracht in 1986. Het is een worstelspel. Bij het spel kunnen acht karakters gespeeld worden, zoals K.C. Colossus en Prince Vicious. Het spel bevat 25 moves. 

## Platforms
- Apple II (1986)
- Atari ST (1986)
- Commodore 64 (1986)

## Ontvangst
| Beoordeeld door | Platform     | Datum    | Score |
| --------------- | ------------ | -------- | ----- |
| Génération 4    | Atari ST     | 1987     | 88%   |
| Happy Computer  | Commodore 64 | 1986     | 82%   |
| ATARImagazin    | Atari ST     | mei 1987 | 60%   |